# Rubus nigricatus
Rubus nigricatus là loài thực vật có hoa trong họ Hoa hồng. Loài này được P. J. Muell. & Lefevre miêu tả khoa học đầu tiên.